# Castelo Thomaston

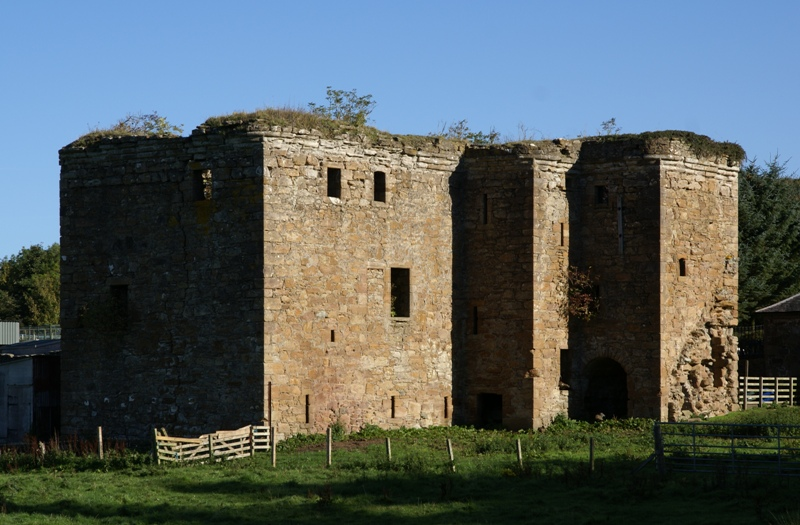
Castelo Thomaston, Escócia

O Castelo Thomaston (em inglês:  Thomaston Castle) é um castelo do século XVI atualmente em ruínas localizado em Kirkoswald, South Ayrshire, Escócia.

## História
Apesar de ser tradicionalmente dito que foi construído por Thomas Bruce, sobrinho de Roberto I, a presente estrutura é claramente do século XVI, provavelmente erigido após a família Corry de Kelwood ter obtido a propriedade em 1507.
Encontra-se classificado na categoria "B" do "listed building" desde 14 de abril de 1971.